# Nganti (Gemolong)
Nganti is een bestuurslaag in het regentschap Sragen van de provincie Midden-Java, Indonesië. Nganti telt 1552 inwoners (volkstelling 2010).